# Ellbogen
Ellbogen és una pel·lícula dramàtica del 2024 coescrita i dirigida per Aslı Özarslan en el seu debut com a directora. La pel·lícula, adaptada de la novel·la Ellbogen de Fatma Aydemir, és una història sobre Hazal, de 17 anys, que viu a Berlín. El seu desig més gran pel seu 18è aniversari és escapar de la rutina diària i fer festa amb els seus amics, però un incident fatal ho canvia tot i ella es veu obligada a fugir. S'ha subtitulat al català.
Es tracta d'una coproducció internacional entre Alemanya, Turquia i França. Va ser seleccionada per a la secció Generation 14plus del 74è Festival Internacional de Cinema de Berlín, on es va estrenar el 17 de febrer i va competir per l'Os de Cristall a la millor pel·lícula. Aslı Özarslan, que havia debutat com a directora de llargmetratges, va ser nominada al premi GWFF a la millor òpera prima del festival.